# Basso jazz

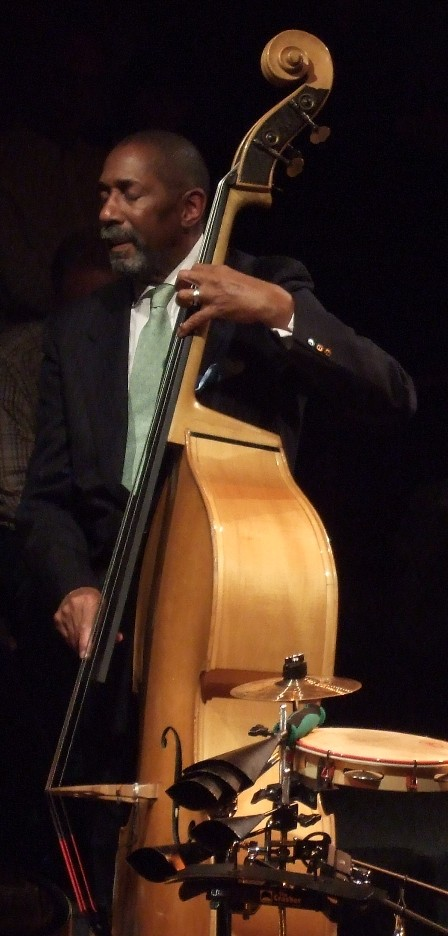
Ron Carter nella foto mentre suona con il suo Quartetto all'"Altes Pfandhaus" di Colonia

Il basso jazz è l'uso del contrabbasso o del basso elettrico per improvvisare l'accompagnamento delle linee di basso e degli assoli in uno stile jazz o jazz fusion. I musicisti iniziarono a usare il contrabbasso nel jazz negli anni 1890 per fornire le walking basslines che delineavano le progressioni degli accordi delle canzoni. Dagli anni '20 e '30 lo swing e l'era delle big band, attraverso gli anni '40 il Bebop e '50 Hard Bop, al movimento "free jazz" degli anni '60, il suono risonante e legnoso del contrabbasso ancorava tutto, dai piccoli gruppi jazz alle grandi big band jazz.
A partire dai primi anni '50, alcuni bassisti jazz iniziarono ad usare il basso elettrico per sostituire il contrabbasso. Il basso elettrico, che era più facile da amplificare a volume alto sul palco, acquistò particolare importanza alla fine degli anni '60 e all'inizio degli anni '70, sottogenere jazz che fondeva il jazz con gli strumenti elettrici potentemente amplificati della musica rock, creando la jazz fusion.
La maggior parte dei bassisti jazz sono specializzati sia nel contrabbasso che nel basso, anche se la capacità di "raddoppiare" (suonare entrambi gli strumenti) è comune. Un piccolo numero di musicisti, come Stanley Clarke e John Patitucci, hanno raggiunto abilità virtuosistiche su entrambi gli strumenti. Sia che un bassista jazz stia comping (accompagnando) con una linea di walking bassline o assolo, o suonando un contrabbasso o un basso, di solito mira a creare una spinta ritmica e una sensazione di tempo che crei un senso di swing e groove.

## Contrabbasso
A partire dal 1890 circa, le comunità afroamericane inizialmente a New Orleans usavano un ensemble jazz che suonava un misto di marce, ragtime e musica dixieland. Questo ensemble era inizialmente una banda musicale con sousafono, o occasionalmente sassofono basso, che forniva la linea di basso. Man mano che la musica si spostava dai funerali per strada ai bar e ai bordelli, il contrabbasso gradualmente sostituì questi strumenti a fiato. Molti dei primi bassisti raddoppiavano sia il basso in ottone che il contrabbasso, come venivano spesso chiamati allora gli strumenti. I bassisti suonavano walking basslines su scale che delineavano l'armonia e fornivano una base per le melodie.
Poiché un contrabbasso non amplificato è generalmente lo strumento più silenzioso in una jazz band, molti musicisti degli anni '20 e '30 usavano lo stile slap, schiaffeggiando e tirando le corde per produrre uno schiaffo ritmico contro la tastiera. Lo stile slap taglia il suono di una band meglio che semplicemente pizzicando le corde e rende i bassi più facilmente udibili nelle prime registrazioni sonore, poiché l'attrezzatura di registrazione di quel tempo non catturava bene le basse frequenze.
I contrabbassisti che hanno contribuito all'evoluzione del jazz comprendono il l'esecutore swing Jimmy Blanton, che suonò con Duke Ellington e Oscar Pettiford, che ha aperto la strada all'uso solistico dello strumento nel bebop. Lo stile "cool" del jazz è stato influenzato da musicisti come Scott LaFaro e Percy Heath, i cui assoli erano molto melodici.
Il free jazz fu influenzato dal compositore/bassista Charles Mingus (che contribuì anche all'hard bop) e da Charlie Haden, meglio conosciuto per il suo lavoro con Ornette Coleman. Negli anni '50, alcuni bandleader di big band cominciarono a chiedere ai loro musicisti di usare il basso Fender, il primo basso elettrico ampiamente disponibile. Negli anni '70, quando la musica jazz e rock veniva mescolata dagli artisti per creare il genere "fusion", musicisti come Jaco Pastorius iniziarono a sviluppare un suono unico utilizzando il basso elettrico.
A parte il jazz fusion e il jazz con influenze latine, il contrabbasso è ancora ampiamente utilizzato nel jazz negli anni 2010. Il suono profondo e il tono legnoso del contrabbasso pizzicato è diverso dal suono del basso elettrico con tasti. Il basso produce un suono diverso da quello del contrabbasso, perché le sue corde sono solitamente fermate con l'aiuto di tasti metallici. Inoltre i bassi di solito hanno un corpo in legno massiccio, il che significa che il suono è prodotto dall'amplificazione elettronica della vibrazione delle corde. Il corpo solido verticale, noto anche come un basso "stick" o la variazione "EUB", è ancora ampiamente utilizzato dai bassisti nei gruppi di salsa e timba, perché il suo suono è così adatto a quegli stili. L'EUB è più piccolo e leggero di un contrabbasso, rendendo più facili i tour e i viaggi, e il suo corpo solido (o quasi solido) consente ai bassisti di suonare a un volume molto più alto con un amplificatore per basso senza feedback.

### Tecniche di esecuzione
Nel jazz, a partire dagli anni '50, il contrabbasso viene solitamente suonato con l'amplificazione ed è principalmente suonato con le dita, in stile pizzicato, tranne che durante alcuni assoli, dove i musicisti possono usare l'archetto. Lo stile del pizzicato varia tra diversi musicisti e generi. Alcuni musicisti si esibiscono con i lati di una, due o tre dita, soprattutto per le walking basslines e le ballate a tempo lento, perché si presume che questo crei un tono più forte e solido. Alcuni musicisti usano le punte più agili delle dita per suonare passaggi solisti veloci o per pizzicare leggermente brani tranquilli.

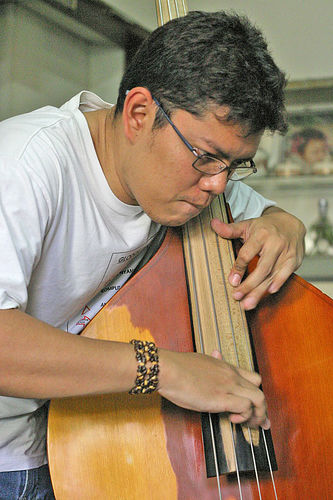
Un esempio di tecnica del pizzicato jazz bass.

L'uso dell'amplificazione dà al musicista un maggiore controllo sul tono dello strumento, perché gli amplificatori hanno controlli di equalizzazione che possono accentuare determinate frequenze (spesso le basse frequenze), mentre disaccentuano alcune frequenze (spesso le frequenze alte, in modo che ci sia meno rumore delle dita). Sebbene i contrabbassisti jazz utilizzino l'amplificazione, in genere utilizzano amplificatori per basso molto più piccoli e di potenza inferiore e casse più piccole di quelle utilizzate da un bassista elettrico che suona in uno spettacolo di jazz fusion. Un musicista professionista che si esibisce in un piccolo club può portare al concerto solo un amplificatore combo 1x12". Quando un piccolo gruppo jazz suona in un piccolo jazz club, il contrabbassista può utilizzare solo una modesta quantità di amplificazione, in modo che il pubblico ascolti una miscela del tono acustico naturale e del suono amplificato; se la stessa band dovesse suonare sul palco principale di un grande festival jazz, tutti i toni bassi che raggiungeranno le orecchie del pubblico proverranno dal sistema di amplificazione del suono.
Un tono di basso acustico non amplificato è limitato dalla reattività in frequenza del corpo cavo dello strumento, il che significa che i toni molto bassi potrebbero non essere così forti come i toni più alti. Con un amplificatore e dispositivi di equalizzazione, un bassista può aumentare le basse frequenze, uniformando la risposta in frequenza. Inoltre, l'uso di un amplificatore può aumentare a sostenere lo strumento, che è particolarmente utile per l'accompagnamento durante le ballate e per gli assoli melodici con le note tenute a lungo. Come altri strumenti acustici utilizzati con l'amplificazione, come il jazz violino, un contrabbasso è spesso collegato a un preamplificatore, un dispositivo di adattamento dell'impedenza e/o una direct Injection box (DI box) prima di essere indirizzato al sistema PA, agli effetti elettronici, o l'amplificatore dello strumento basso.

Nel jazz tradizionale e nello swing a volte viene suonato in stile slap. Si tratta di una versione vigorosa del pizzicato dove le corde vengono "schiaffeggiate" contro la tastiera tra le note principali della linea di basso, producendo un suono percussivo simile al rullante. Le note principali vengono suonate normalmente oppure allontanando la corda dalla tastiera e rilasciandola in modo che rimbalzi sulla tastiera, producendo un caratteristico attacco percussivo oltre al tono previsto. Notevoli bassisti in stile slap, il cui uso della tecnica era spesso altamente sincopato e virtuosistico, a volte interpolano due, o anche tre slap in più tra le note della loro linea di basso.

### Varianti

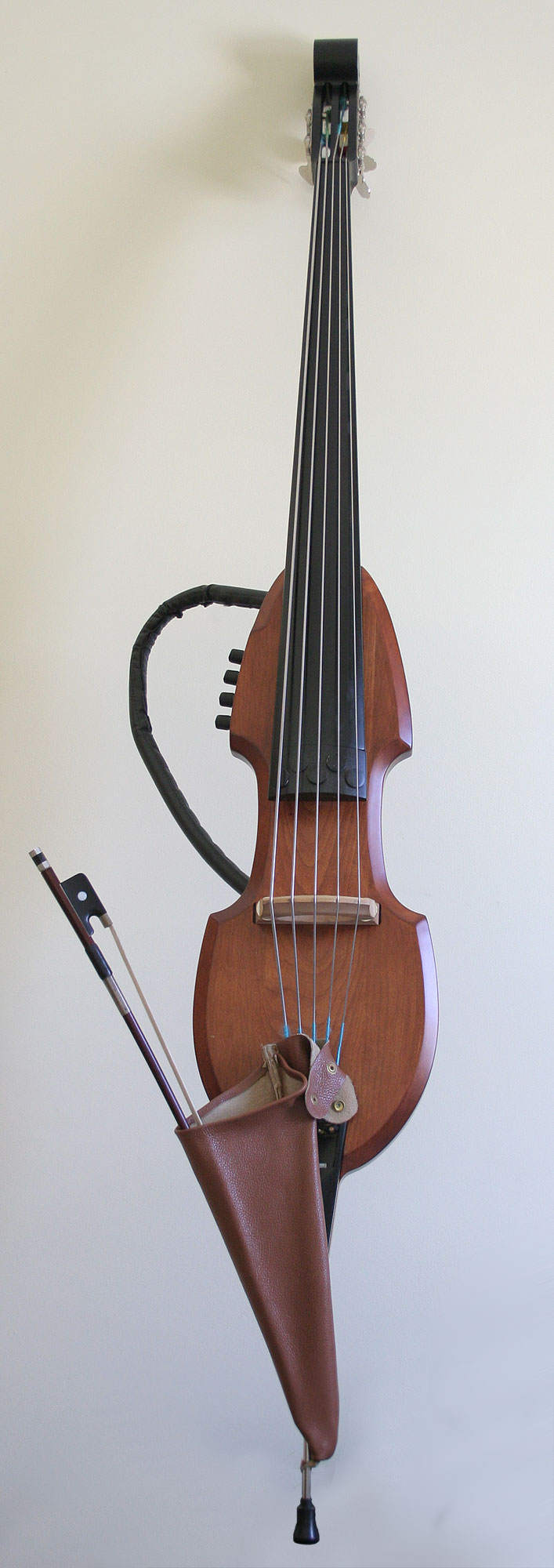
Un contrabbasso elettrico a cinque corde ('EUB')

In entrambe le jazz band e jazz fusion, alcuni bassisti jazz usano un tipo modificato di contrabbasso chiamato contrabbasso elettrico, abbreviato EUB e talvolta chiamato anche stick bass. Lo stick bass è anche ampiamente usato nella salsa, perché il suo volume e il suo tono sono particolarmente adatti a quello stile musicale, anche nella registrazione in studio. Si tratta di una versione amplificata elettronicamente del contrabbasso che ha un corpo minimale o 'scheletro', che riduce notevolmente le dimensioni e il peso dello strumento. L'EUB conserva abbastanza delle caratteristiche del contrabbasso in modo che i contrabbassisti si sentano a proprio agio nell'esibirsi su di esso. Sebbene l'EUB mantenga alcune delle caratteristiche tonali del contrabbasso, la sua natura amplificata elettricamente gli conferisce anche il suo suono unico. Inoltre, un EUB è molto più facile da trasportare del suo equivalente acustico. La lunghezza della scala degli EUB varia: alcune scale sono 42", simili alla maggior parte dei contrabbassi, mentre altri modelli hanno lunghezze in scala di soli 30" come un basso elettrico in scala corta. La scala più corta può rendere più facile per i bassisti la conversione in EUB.
Gli EUB dal corpo solido producono pochissimo suono senza amplificazione elettronica. Gli EUB a corpo cavo producono un tono silenzioso abbastanza forte per la pratica individuale. Tuttavia, poiché gli EUB a corpo cavo non hanno una grande cavità di risonanza come un contrabbasso, non possono riprodurre le note più basse dello strumento senza un amplificatore. Per amplificare l'EUB, le vibrazioni della corda vengono rilevate con un pickup. I primi EUB usavano pickup magnetici simili a quelli delle chitarre elettriche, o pickup a diaframma magnetico a percussione, ad esempio, l'Ampeg "Baby Bass". Molti EUB moderni utilizzano pickup piezoelettrici situati nel ponte o una combinazione di tipi di pickup. Il segnale proveniente dal pickup viene solitamente preamplificato ed equalizzato con un preamplificatore e quindi inviato ad un amplificatore per basso o ad un sistema PA. Per esercitarsi silenziosamente in una camera d'albergo o in un appartamento, è possibile collegare un EUB anche alle cuffie.
Preamplificatori ed equalizzatori per strumenti acustici o contrabbassi possono essere utilizzati anche per "attenuare" le frequenze alte o "eliminare" le frequenze dal "suono graffiante". Poiché l'EUB tipicamente non ha una camera sonora cava, o include solo una piccola camera sonora, l'EUB è meno incline al feedback audio rispetto al contrabbasso quando amplificato. Per usare un archetto con un EUB, sia il ponte che la tastiera devono essere arrotondati (data una curva). Gli EUB sono molto più facili da trasportare ai concerti, da portare in viaggio durante i tour rispetto a un contrabbasso grande e fragile.

## Basso elettrico

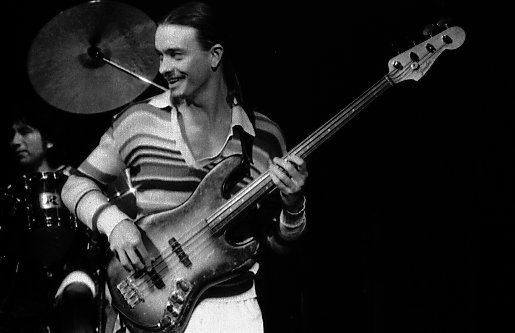
Jaco Pastorius, mentre si esibisce con i Weather Report alla Convocation Hall, Toronto, Canada, il 27 novembre 1977

Il basso elettrico è relativamente nuovo nel mondo del jazz. Fino agli anni '50, il contrabbasso veniva utilizzato per ancorare gruppi jazz dai piccoli combo alle grandi big band. Il basso elettrico fu introdotto all'inizio degli anni '50 quando Roy Johnson, e più tardi Monk Montgomery usò per la prima volta lo strumento nella big band di Lionel Hampton. Quando il basso elettrico è usato nel jazz, ha sia un accompagnamento che un ruolo solistico. Quando il basso viene utilizzato per l'accompagnamento, può essere utilizzato per eseguire walking bass per brani tradizionali e standard jazz, in linee morbide di semiminime che imitano il suono del contrabbasso.
Il bassista elettrico può suonare tutti gli stessi tipi di linee di basso suonate dal cugino contrabbasso. Tuttavia, grazie alla progettazione del basso elettrico come strumento della famiglia delle chitarre, è possibile suonare linee di basso rapide che sarebbero impossibili su un contrabbasso. Ad esempio, un bassista elettrico in una band fusion o latina può suonare una linea di basso composta interamente da sedicesimi rapidi e sincopati. Per brani latini o per la salsa e brani jazz fusion intrisi di rock, il basso elettrico può suonare figure ritmiche impegnative e in rapido movimento in coordinazione con il batterista, o creare un groove basso e pesante.
In una band fusion, i bassisti elettrici devono fornire una base di basso solida e pesante per la band mentre suonano il batterista, il chitarrista elettrico, amplificato tramite un amplificatore per chitarra, e il sintetizzatore o il pianista elettrico, amplificato tramite un amplificatore per tastiera. Inoltre, è più probabile che i gruppi fusion suonino in un locale rock, come un grande club o un teatro, che in un piccolo jazz club. Per fornire un buon suono dei bassi, un bassista elettrico fusion utilizzerà spesso un potente amplificatore per basso e un diffusore acustico più grande di quello che utilizzerebbe un bassista verticale, come un cabinet 4X10" o anche due cabinet 4X10".
In un ambiente jazz, il basso elettrico tende ad avere un ruolo solista molto più ampio rispetto alla maggior parte degli stili popolari. Nella maggior parte degli ambienti rock, il bassista può avere solo brevi pause di basso o brevi assoli durante un concerto. Durante un concerto jazz, un bassista jazz può avere una serie di lunghi assoli improvvisati, che sono chiamati "soffiaggi" nel gergo jazz. Tra coloro che hanno guidato il basso nel jazz ci sono Jaco Pastorius, Victor Wooten e Marcus Miller.

### Chitarre basso con tasti e senza tasti

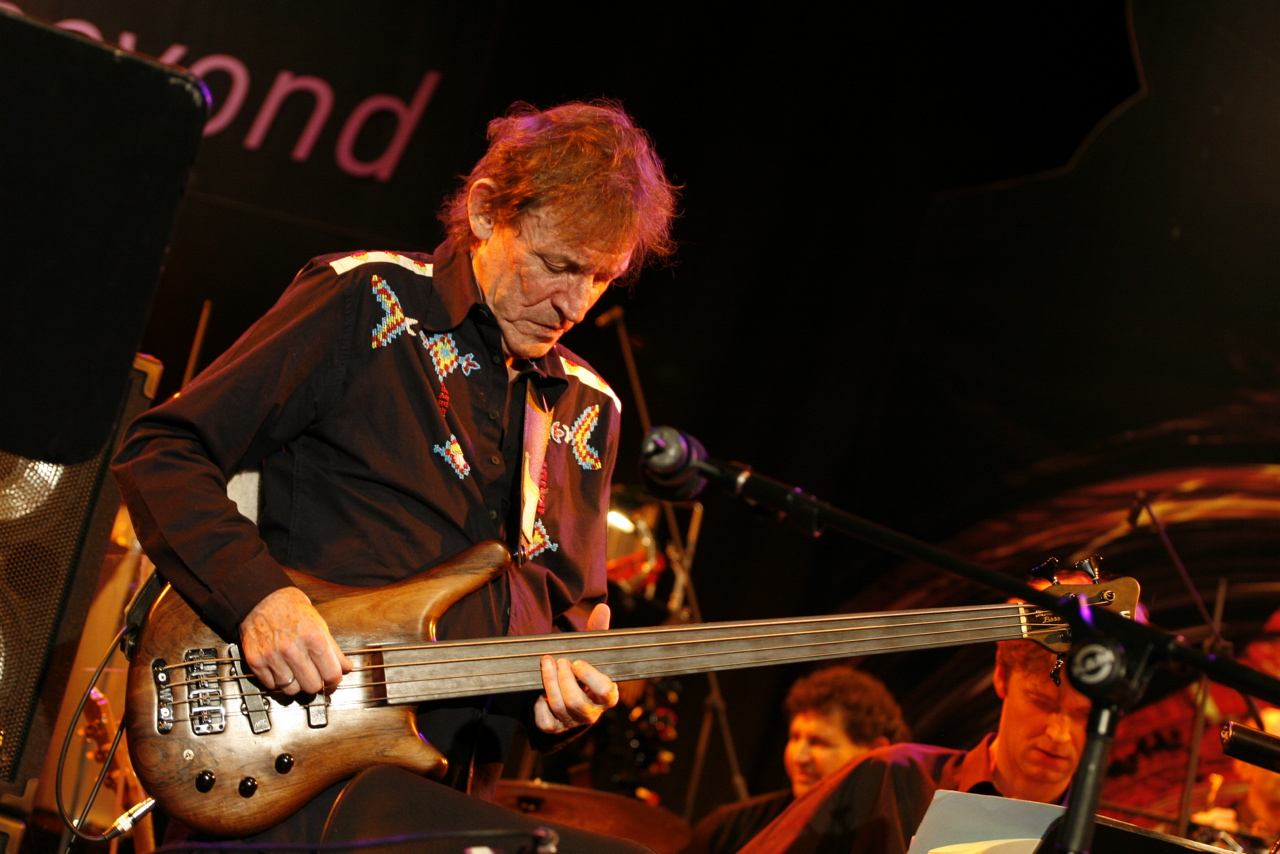
Jack Bruce suona un basso senza tasti Warwick Thumb al Jazzfestival di Francoforte, in Germania, il 28 ottobre 2006

Una delle opzioni per i bassisti è se usare uno strumento con tasti sulla tastiera o no. Su un basso con tasti, i tasti metallici dividono la tastiera in divisioni di semitoni (come su una chitarra). I bassi Fender originali avevano 20 tasti, ma i bassi moderni possono averne 24 o più. I bassi senza tasti hanno un suono distinto, perché l'assenza di tasti significa che la corda deve essere premuta direttamente sul legno della tastiera come nel contrabbasso. La corda vibra contro il legno ed è un po' smorzata perché la porzione sonora della corda è in contatto diretto con la carne del dito del suonatore. Il basso senza tasti consente ai musicisti di utilizzare i dispositivi espressivi del glissando, del vibrato e delle intonazioni microtonali come i quarti di tono e la sola intonazione.

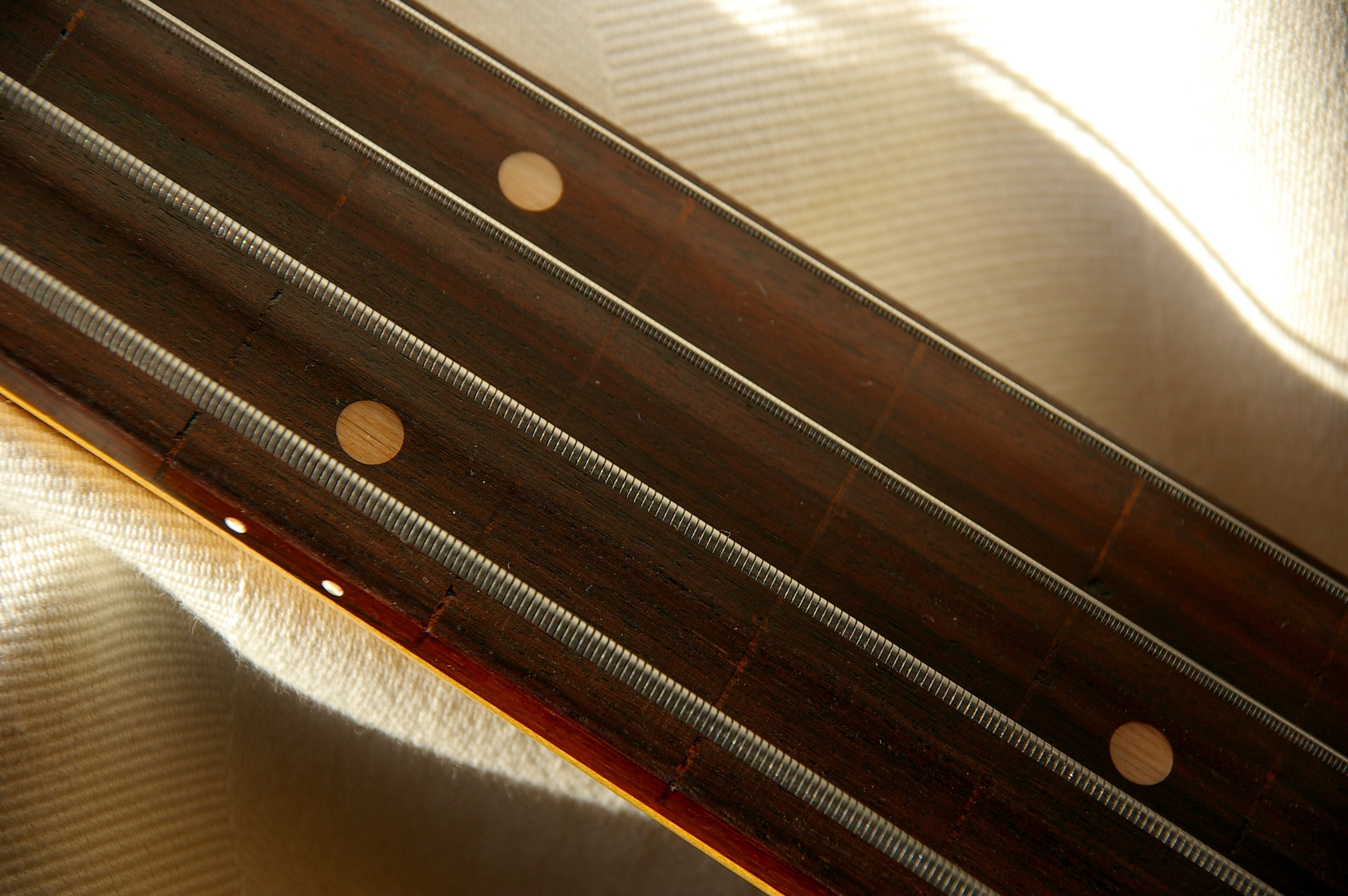
Le chitarre basso senza tasti sono spesso usate dai bassisti jazz fusion; questo basso ha corde piatte; notare i marcatori intarsiati sul lato della tastiera, per aiutare l'esecutore a trovare il tono corretto.

In un piccolo combo, il bassista può decidere da solo quale tipo di basso utilizzare e per quali melodie. In una band con un bandleader, il capogruppo può fornire indicazioni su quali brani sono più adatti a ciascun tipo di basso. Alcuni bassisti utilizzano sia bassi con che senza tasti nelle esibizioni, a seconda del tipo di materiale che stanno eseguendo. Mentre i bassi fretless sono spesso associati al jazz e al jazz fusion, i bassisti di altri generi usano bassi fretless, come il bassista metal Steve Di Giorgio.
Bill Wyman si prende il merito di aver creato il primo basso senza tasti nel 1961, quando convertì un economico basso con tasti giapponese rimuovendo i tasti. La prima produzione di bassi fretless fu l'Ampeg AUB-1, introdotto nel 1966 e la Fender introdusse un Precision Bass fretless nel 1970. All'inizio degli anni '70, il bassista fusion-jazz Jaco Pastorius creò il suo basso fretless rimuovendo i tasti da un Fender Jazz Bass, riempiendo i fori con mastice di legno e rivestendo la tastiera con resina epossidica.

Pastorius usava la resina epossidica anziché la vernice per ottenere una finitura simile al vetro adatta all'uso di corde rotonde, che altrimenti sarebbero molto più dure sul legno della tastiera. Alcuni bassi fretless hanno marcatori "linea di tasto" intarsiati nella tastiera come guida, mentre altri usano solo segni di guida sul lato del manico. Le corde tapewound (tipo contrabbasso) e flatwound vengono talvolta utilizzate con il basso fretless in modo che gli avvolgimenti delle corde metalliche non consumino la tastiera. Alcuni bassi fretless hanno tastiere con rivestimento epossidico per aumentare la durata, migliorare il sustain e dare un tono più brillante. Sebbene la maggior parte dei bassi fretless abbia quattro corde, sono disponibili anche bassi fretless a cinque e sei corde. I bassi fretless con più di sei corde sono disponibili anche come strumenti "boutique" o su misura.

## Strumenti alternativi

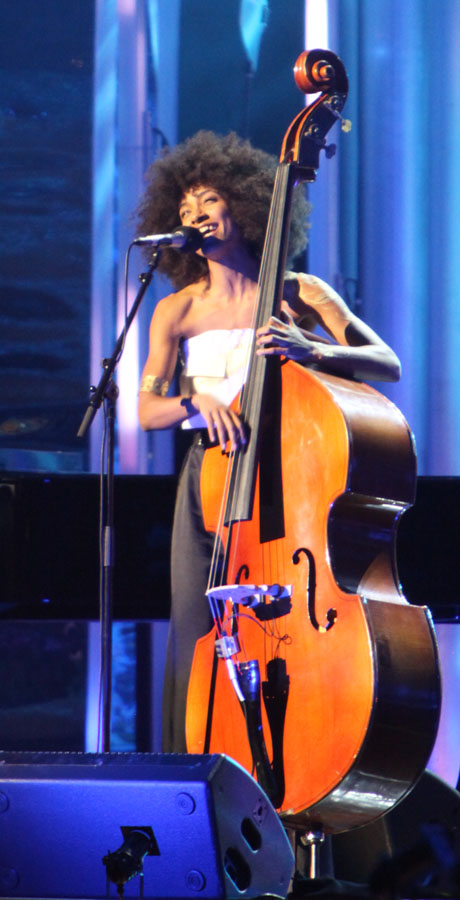
La bassista-compositrice Esperanza Spalding si esibisce il 10 dicembre 2009 al Concerto del Premio Nobel per la pace

Sebbene la maggior parte delle registrazioni jazz e jazz fusion e delle esibizioni dal vivo utilizzino il contrabbasso, o uno strumento correlato come un contrabbasso elettrico, o il basso elettrico per alimentare la "fascia bassa", ci sono alcune eccezioni. Nei trii d'organo jazz, un suonatore di organo Hammond esegue le linee di basso utilizzando la pedaliera del basso o la tastiera inferiore, insieme a un batterista e un sassofonista. In alcuni gruppi jazz fusion, le linee di basso possono essere suonate da un tastierista su un sintetizzatore basso o altra tastiera. Inoltre, in alcuni duetti e altri piccoli gruppi, le linee di basso possono essere fornite da un pianista; in un duo composto da un pianista jazz e un cantante jazz, il pianista suona una linea di basso con la mano sinistra e gli accordi con la mano destra sotto la voce del cantante. Allo stesso modo, in alcuni duetti o trii, un chitarrista jazz può suonare le linee di basso, un ruolo particolarmente fattibile se il chitarrista ha una chitarra a sette corde con una corda 'Si' bassa. Nei gruppi jazz tradizionali in stile Dixieland o New Orleans, le linee di basso possono essere suonate da una tuba o da un altro ottone basso.